# Mark Goldblatt
Mark Goldblatt ist ein US-amerikanischer Filmeditor und Filmregisseur.

## Leben
Goldblatt gewann 1979 einen Saturn Award für den Besten Schnitt für den Film Piranhas von Joe Dante. Dies war auch sein erster Film als eigenständiger Editor. Es folgten drei Dutzend weitere Produktionen. Regisseure, mit denen er mehrmals zusammenarbeitete, sind Michael Bay, James Cameron und Paul Verhoeven.
Für seinen Filmschnitt von Terminator 2 – Tag der Abrechnung wurde er zusammen mit mehreren Kollegen 1992 für den Oscar nominiert. 2018 wurde er mit dem ACE Career Achievement Award ausgezeichnet.
1987 war er als Second Unit Director an RoboCop beteiligt. 1989 inszenierte er als Regisseur mit The Punisher die erste Verfilmung des gleichnamigen Comics. Zuletzt inszenierte er 1992 eine Folge der Serie Eerie, Indiana.
Sein Sohn Max Goldblatt ist als Schauspieler tätig.

## Filmografie (Auswahl)
Editor
- 1978: Piranhas
- 1980: Das Grauen aus der Tiefe (Humanoids from the Deep)
- 1981: Das Tier (The Howling)
- 1981: Halloween II – Das Grauen kehrt zurück (Halloween II)
- 1983: Wavelength
- 1984: Terminator
- 1985: Rambo II – Der Auftrag (Rambo: First Blood Part II)
- 1985: Phantom-Kommando (Commando)
- 1986: Jumpin’ Jack Flash
- 1990: Cabal – Die Brut der Nacht (Nightbreed)
- 1990: Predator 2
- 1991: Terminator 2 – Tag der Abrechnung (Terminator 2: Judgment Day)
- 1991: Last Boy Scout – Das Ziel ist Überleben (Last Boy Scout)
- 1993: Super Mario Bros.
- 1994: True Lies – Wahre Lügen (True Lies)
- 1995: Showgirls
- 1997: Starship Troopers
- 1998: Armageddon – Das jüngste Gericht (Armageddon)
- 1999: Detroit Rock City
- 2000: Hollow Man – Unsichtbare Gefahr (Hollow Man)
- 2001: Pearl Harbor
- 2002: Bad Company – Die Welt ist in guten Händen (Bad Company)
- 2003: Bad Boys II
- 2004: Exorzist: Der Anfang (Exorcist: The Beginning)
- 2005: xXx 2 – The Next Level (xXx: State of the Union)
- 2006: X-Men: Der letzte Widerstand (X-Men: The Last Stand)
- 2009: G-Force – Agenten mit Biss (G-Force)
- 2010: Wolfman
- 2011: Planet der Affen: Prevolution
- 2013: Percy Jackson: Im Bann des Zyklopen (Percy Jackson: Sea of Monsters)
- 2015: SpongeBob Schwammkopf 3D (The SpongeBob Movie: Sponge Out of Water)
- 2015: Chappie
- 2018: Death Wish

Regisseur
- 1988: Dead Heat
- 1989: The Punisher